# Slatna
Slatna – wieś w Słowenii, w gminie Radovljica. W 2018 roku liczyła 62 mieszkańców.